# Vierge du lait

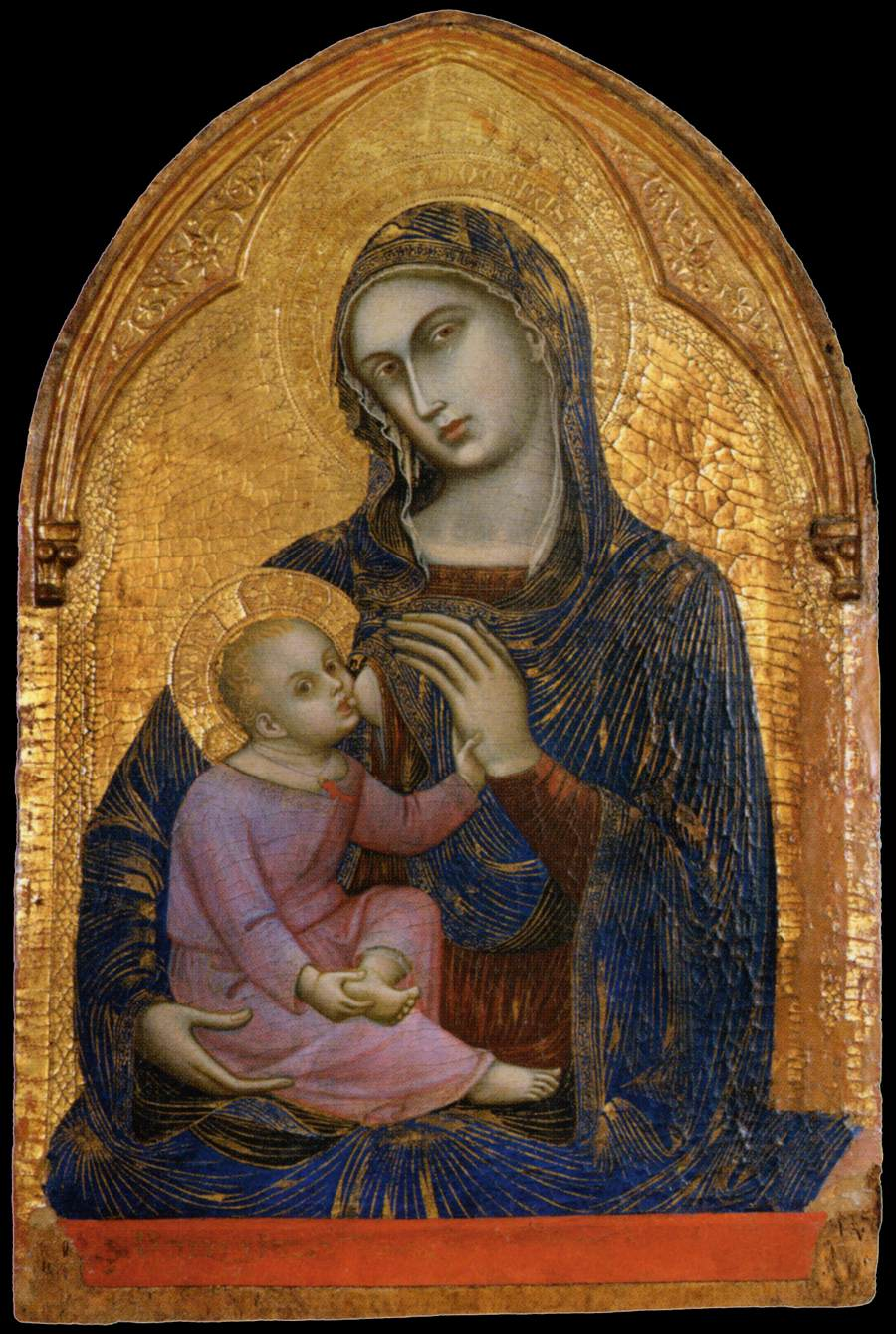
Exemple de Vierge du lait par Barnaba da Modena, XIVe siècle.

La Vierge du lait ou Vierge allaitante, aussi connue sous l'appellation de Vierge nourricière ou sous son appellation latine de Virgo lactans, est une des variantes iconographiques de la peinture chrétienne du thème de la Vierge à l'Enfant, parfois accompagnée de ces paroles tirées de l'hymne Ave Maris Stella : monstra te esse matrem (« sois notre mère »).
Le monde catholique n'est pas seul à connaître ce thème, le christianisme orthodoxe le connaît également sous les noms grec de Παναγια Γαλακτοτροφουσα (Panaghia Galaktotrophousa) et russe de Млекопитательница (Mlékopitátelnitsa).

## Origine et tradition
La représentation de la sainte Vierge allaitant l'enfant Jésus est un thème ancien de l'iconographie, comme en témoigne sa présence sur une fresque des catacombes de Rome dès le IIe siècle. Ce thème est mentionné pour la première fois par un Pape à la fin du VIe siècle, en l'occurrence par Grégoire Ier le Magne (ou le Grand).
C'est à partir du VIe-VIIe que se développe dans le monde orthodoxe l'iconographie dite Galaktotrophousa (voir ci-après).
Les XIIIe et XIVe siècles représentent un tournant dans la peinture et l'iconographie occidentale, celle-ci se détachant de plus en plus des canons très-formalisés qui l'avait caractérisée jusqu'alors (et que continue l'iconographie orientale) et se tournant vers un naturalisme qui ouvrira la voie à l'art de la Renaissance italienne. Le thème de la Virgo lactans est pris dans ce mouvement, comme tous les autres thèmes de la peinture religieuse, et les représentations de la Vierge allaitant se font plus diverses. C'est à cette époque qu'on le retrouve adjoint à celui de la Sainte Famille dans des représentations du repos de celle-ci durant sa fuite en Égypte.
On trouve des variations de Marie allaitant Jésus : par exemple, celle de Joseph préparant le repas en tant que père nourricier tandis que Marie allaite (XVe siècle) ou Marie donnant la bouillie à l'Enfant Jésus, ou bien encore, la Vierge allaitant représentée en conversation sacrée.
On retrouve le thème de la Vierge allaitant chez Raphaël traité de manière subtile : l'enfant Jésus, anticipant la lactation, attrape souvent le bord du corsage de sa mère.

## Thème de laVirgo lactans
La Vierge Marie allaitant Jésus enfant est une des représentations de la Vierge à l'Enfant placée dans un moment d'intimité.
Elle est connue en Espagne sous le nom de Nuestra Señora de La Leche ou Virgen de la Leche.
Les peintres exploitant ce thème sont très nombreux. La production comprend des centaines de compositions réparties dans des institutions sur l'ensemble de la planète.
À cela, il faut ajouter le miracle de la lactation que saint Bernard de Clairvaux aurait vécu jeune homme lorsqu'il était élève à l'école canoniale de Saint-Vorles à Châtillon-sur-Seine.

## Dans l'iconographie orthodoxe
L'iconographie orthodoxe, très encadrée de règles fixes, connaît également ce thème de la Virgo lactans sous les noms grec de Παναγια Γαλακτοτροφουσα (Panaghia Galaktotrophousa) et russe de Млекопитательница (Mlékopitátelnitsa), c'est-à-dire littéralement « portant le lait ».
La tradition orthodoxe fait remonter l'origine de cette icône à la première laure (« monastère orthodoxe ») fondée par lui par saint Sabbas de Jérusalem, seule laure située en Orient. Au XIIIe siècle, un archevêque de Serbie également nommé Sabbas se vit offrir par les moines de la laure l'icône. L'emportant avec lui, il l'offrit à son retour en Serbie à la laure d'Hilandar sur le mont Athos où elle se trouve encore aujourd'hui. Il exista quelques autres copies miraculeuses de l'icône mlékopitátelnitsa, chacune ayant sa légende orale ou écrite. Ainsi glorifia-t-on 1650 une icône trouvée cette même année dans le village de Krestogorsk en actuelle Biélorussie, icône fort ressemblante à celle du mont Athos et qui, d'après la légende, fut trouvée dans un arbre haut. Une église en l'honneur de la Dormition de la Mère de Dieu y fut construite.

## Galerie

Le thème de la Virgo lactans dans la peinture
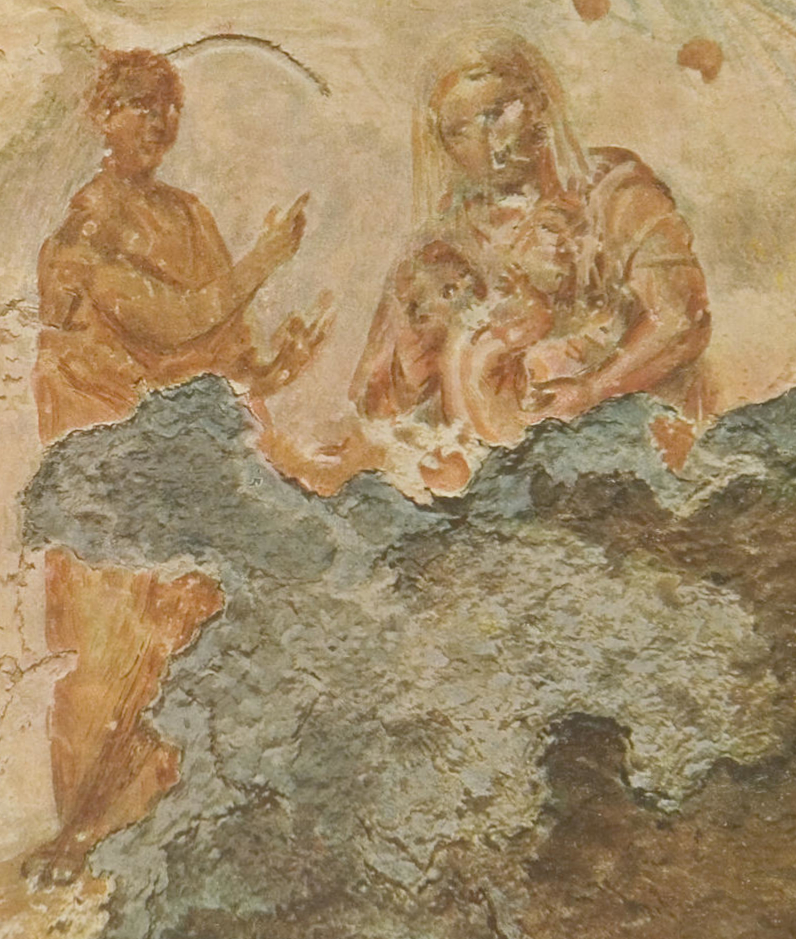
La Vierge, Jésus et le prophète Balaam, Catacombes Priscilla de Rome (IIe siècle).
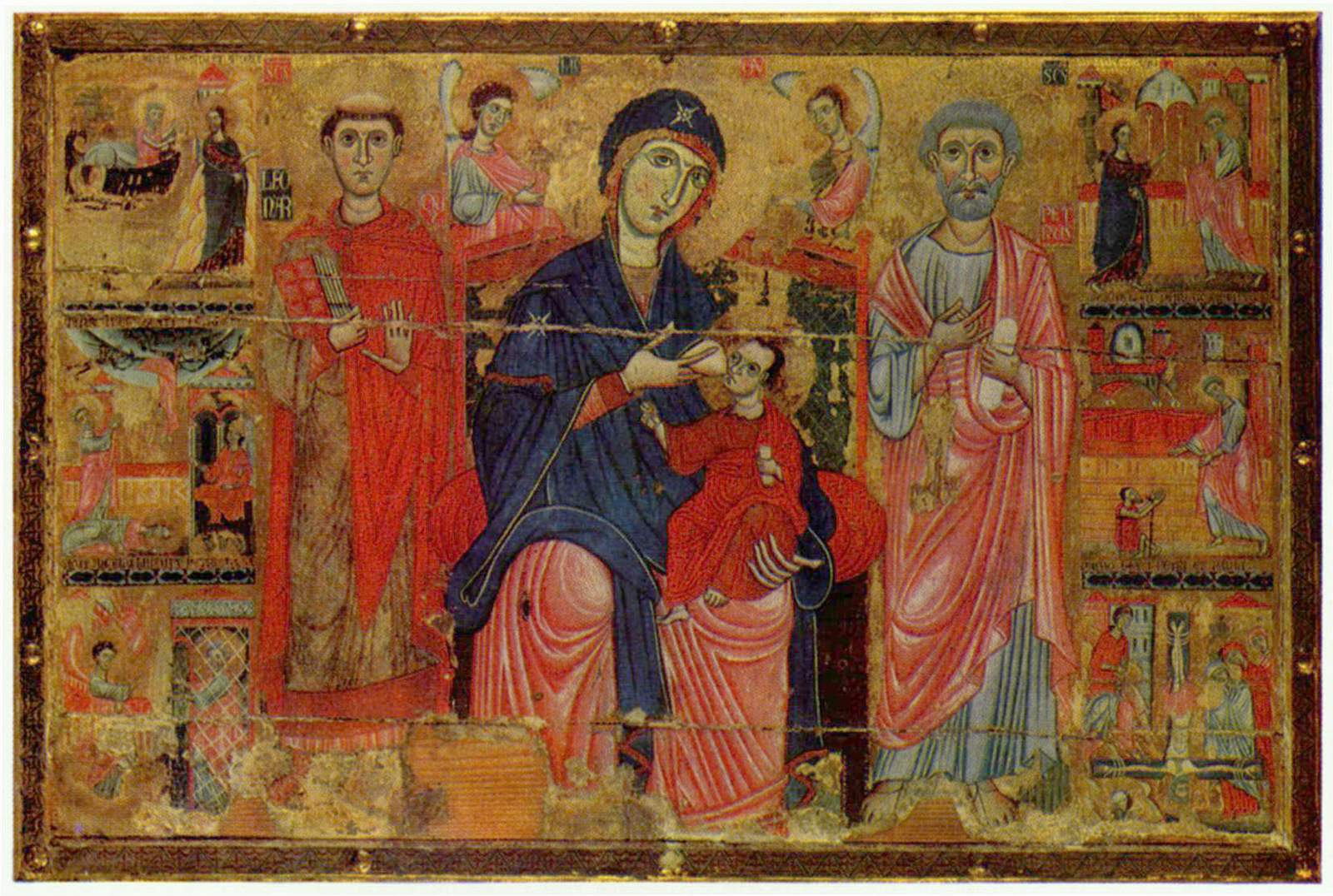
Maître de la Madeleine, retable (1270) provenant de San Leonardo a Acetri, Yale University Art Gallery.
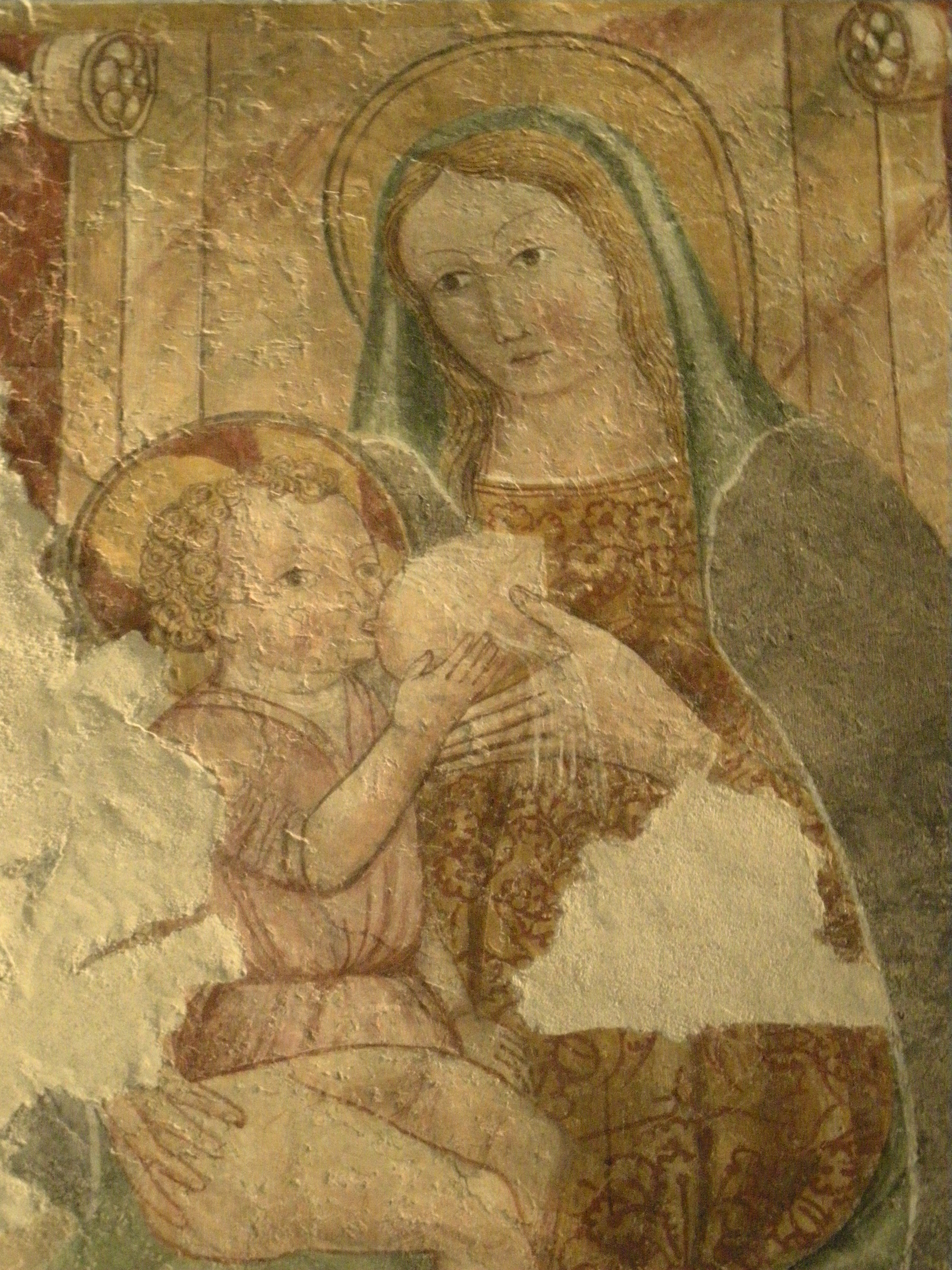
Fresque de Maria Lactans, Basilique de saints Pierre et Paul, Agliate (Italie).
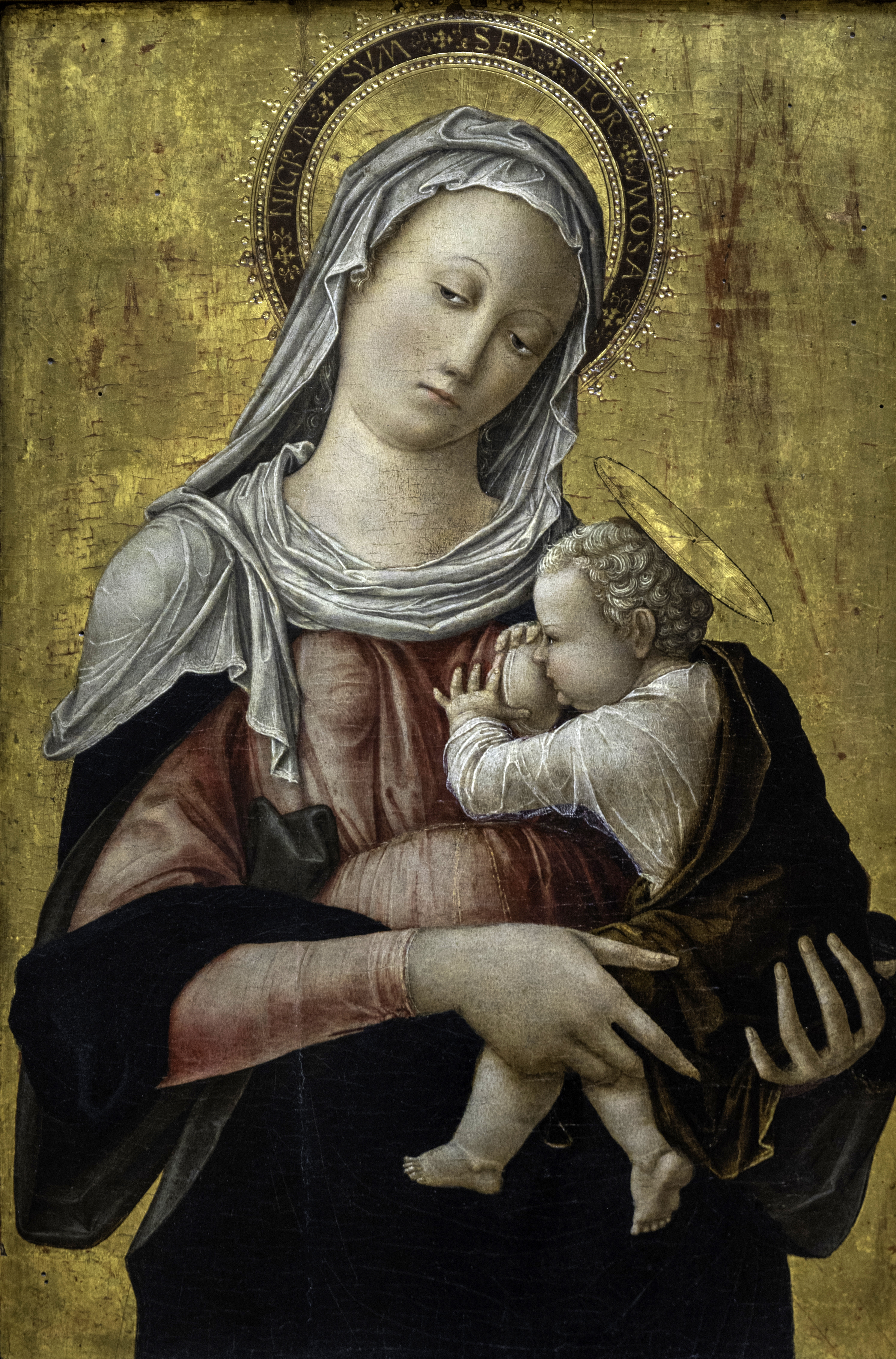
Bartolomeo Vivarini, Vierge allaitant, musée du Louvre (vers 1450).
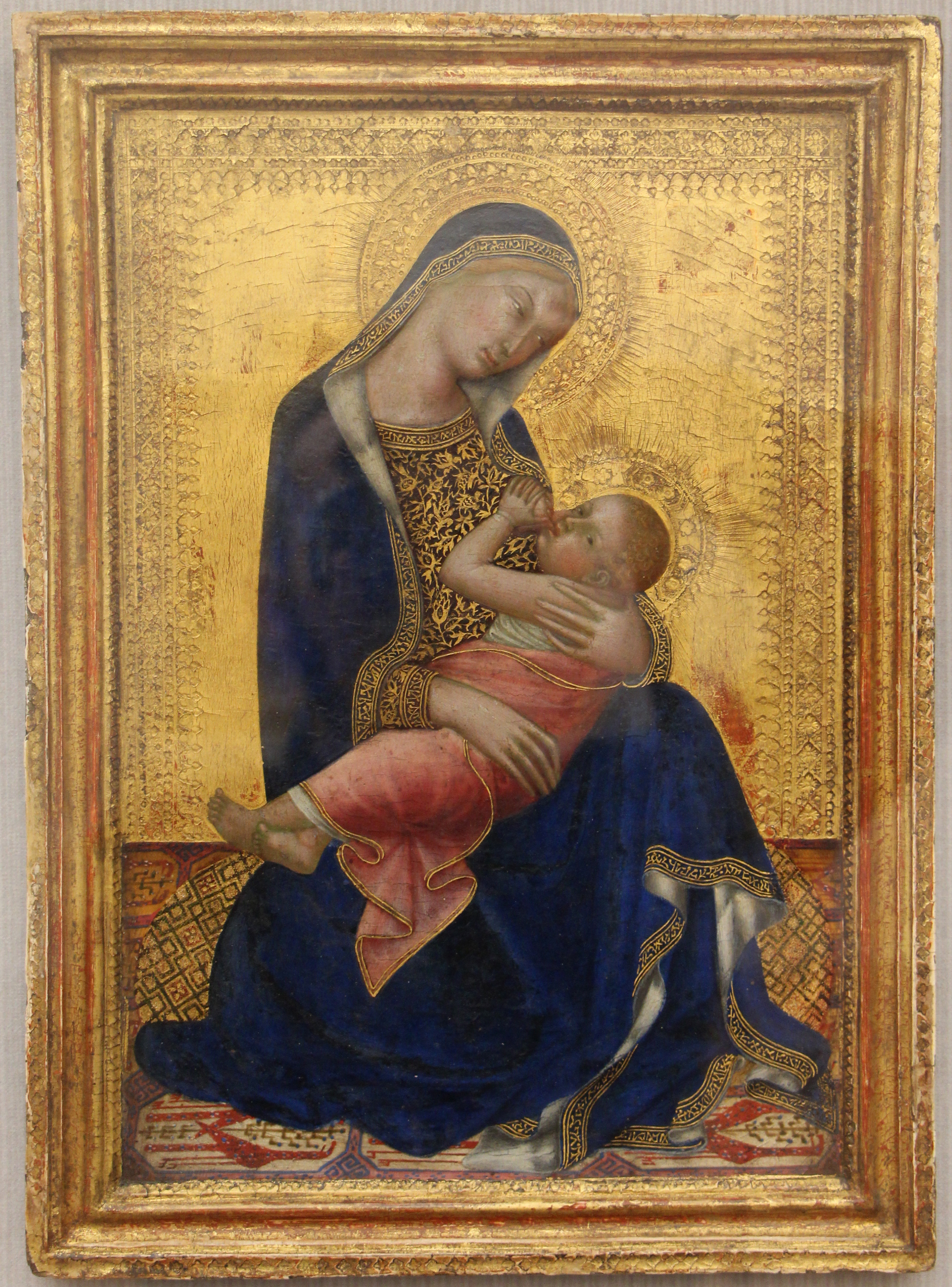
Lippo Memmi et son atelier, Madonne du latte, vers 1340.
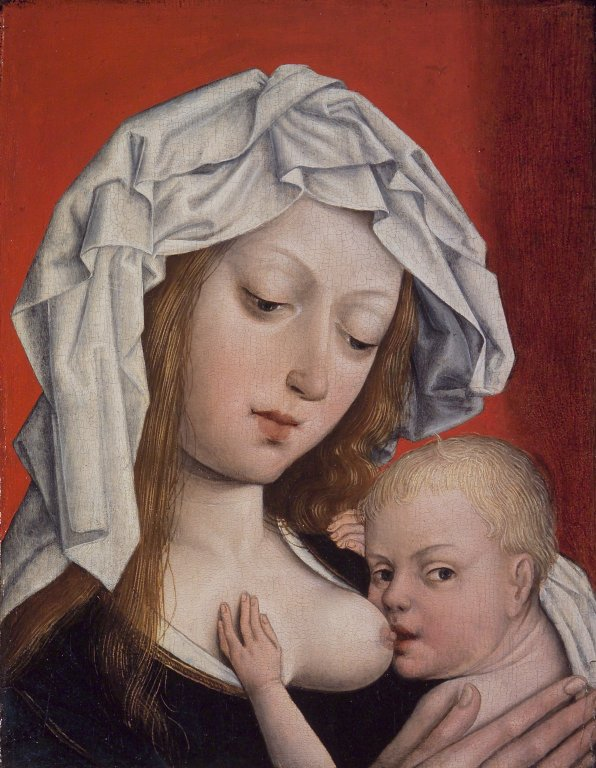
Maître de la Légende de Marie-Madeleine, Madonna del Latte, vers 1450-1499, Brooklyn Museum.
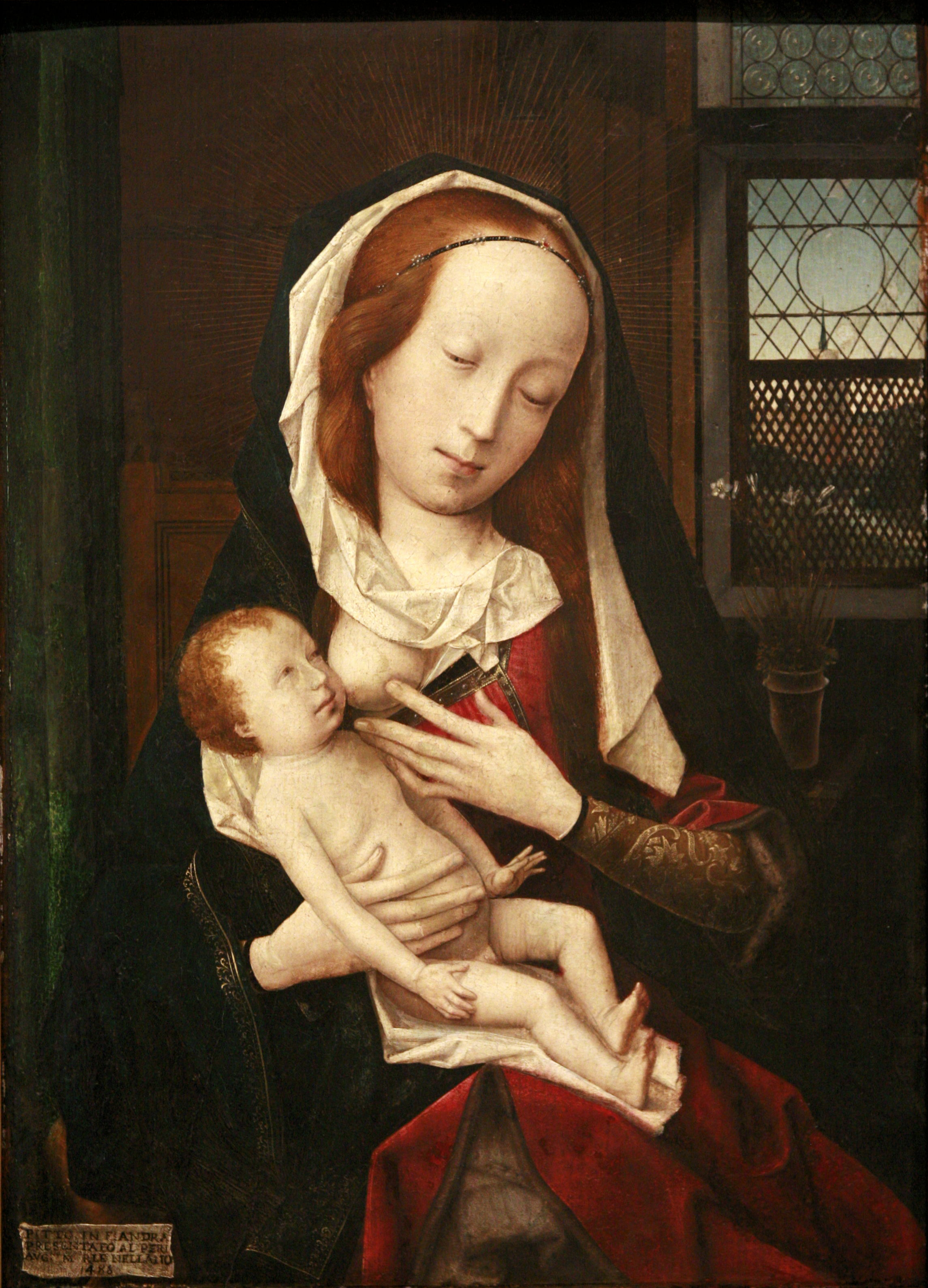
Jean Provost, Vierge donnant le lait, vers 1510.
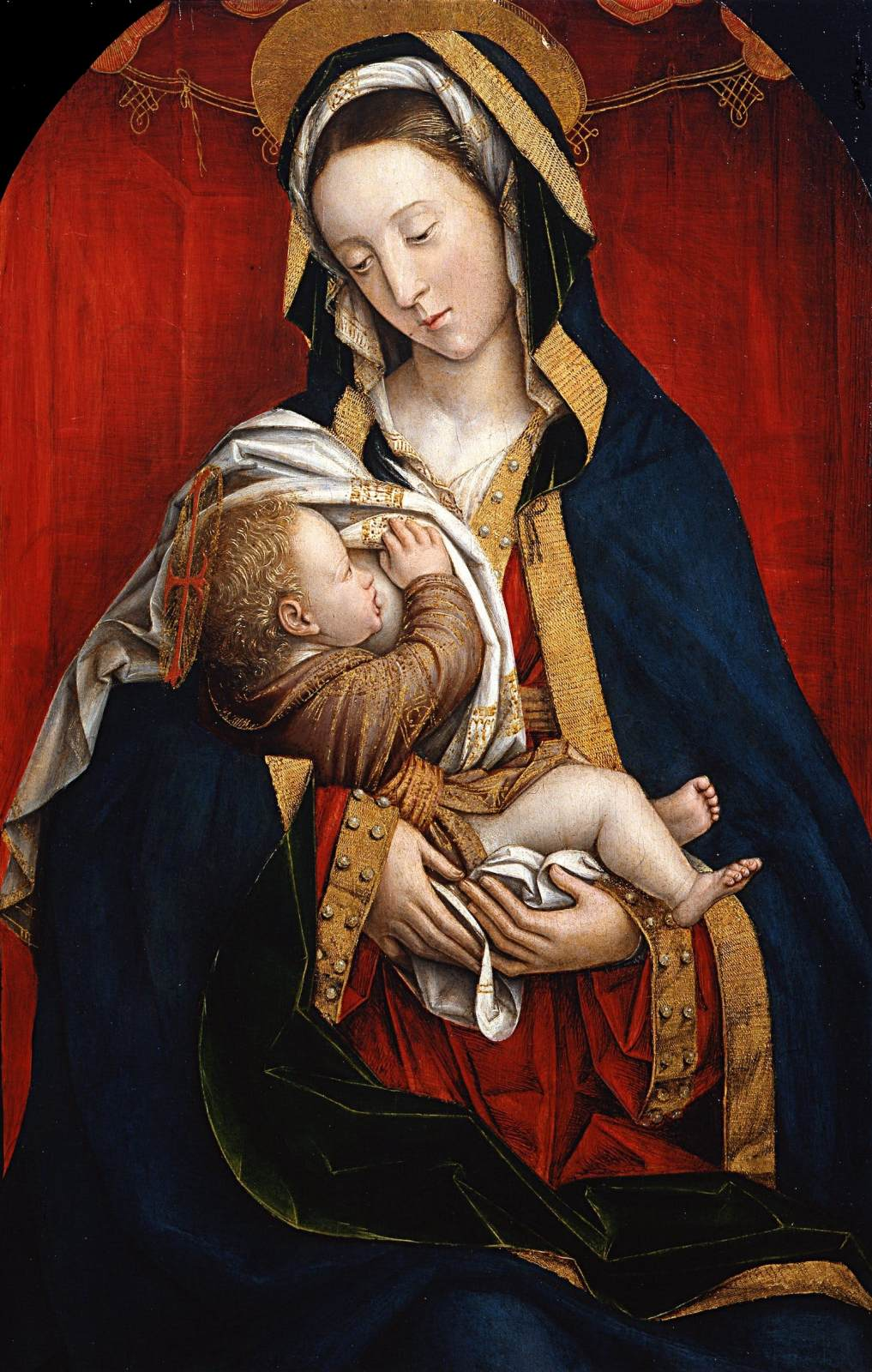
Defendente Ferrari, Vierge du lait (entre 1505 et 1511), galerie des Offices, Florence.
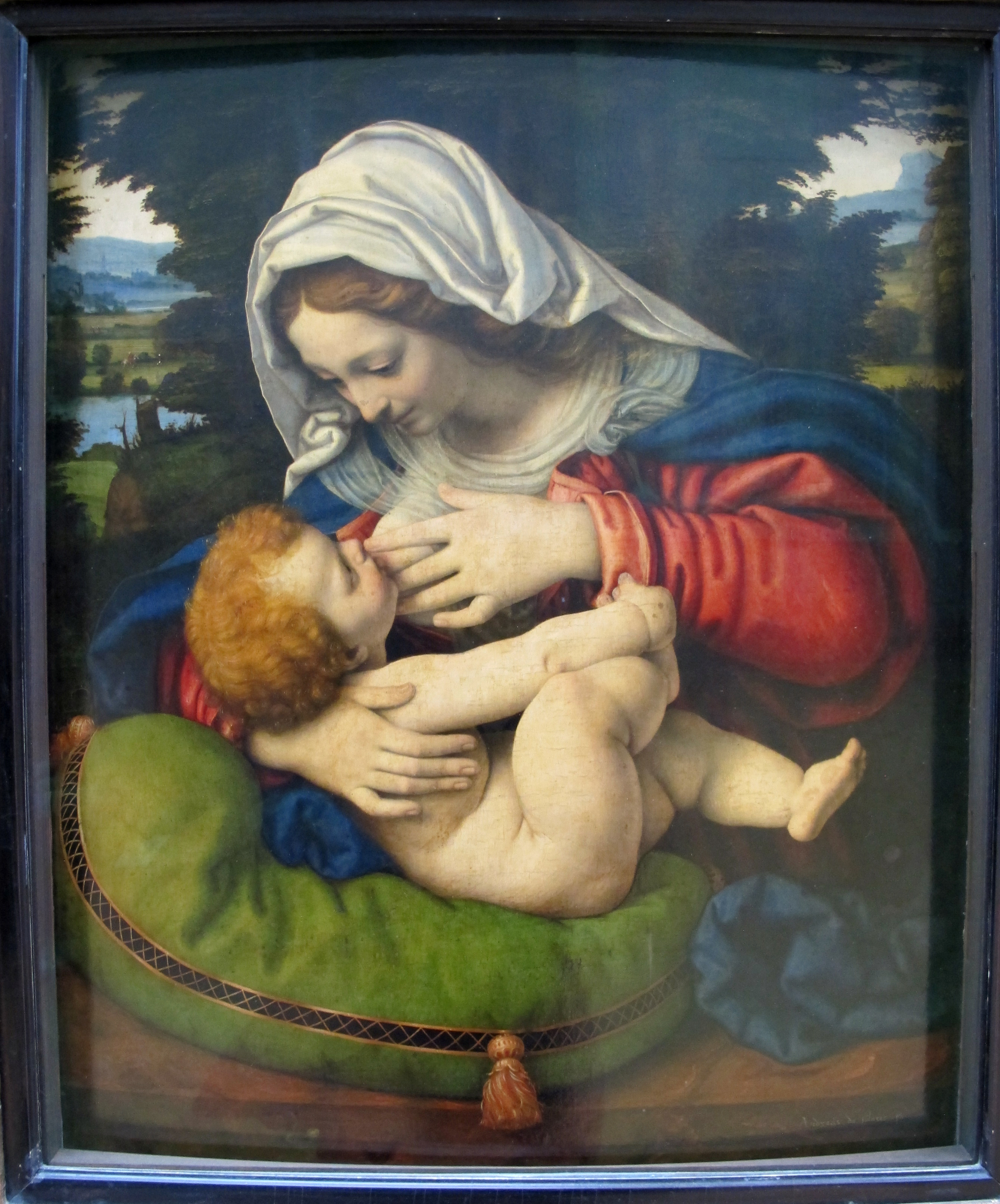
Andrea Solario, Madonne du coussin vert, vers 1508.
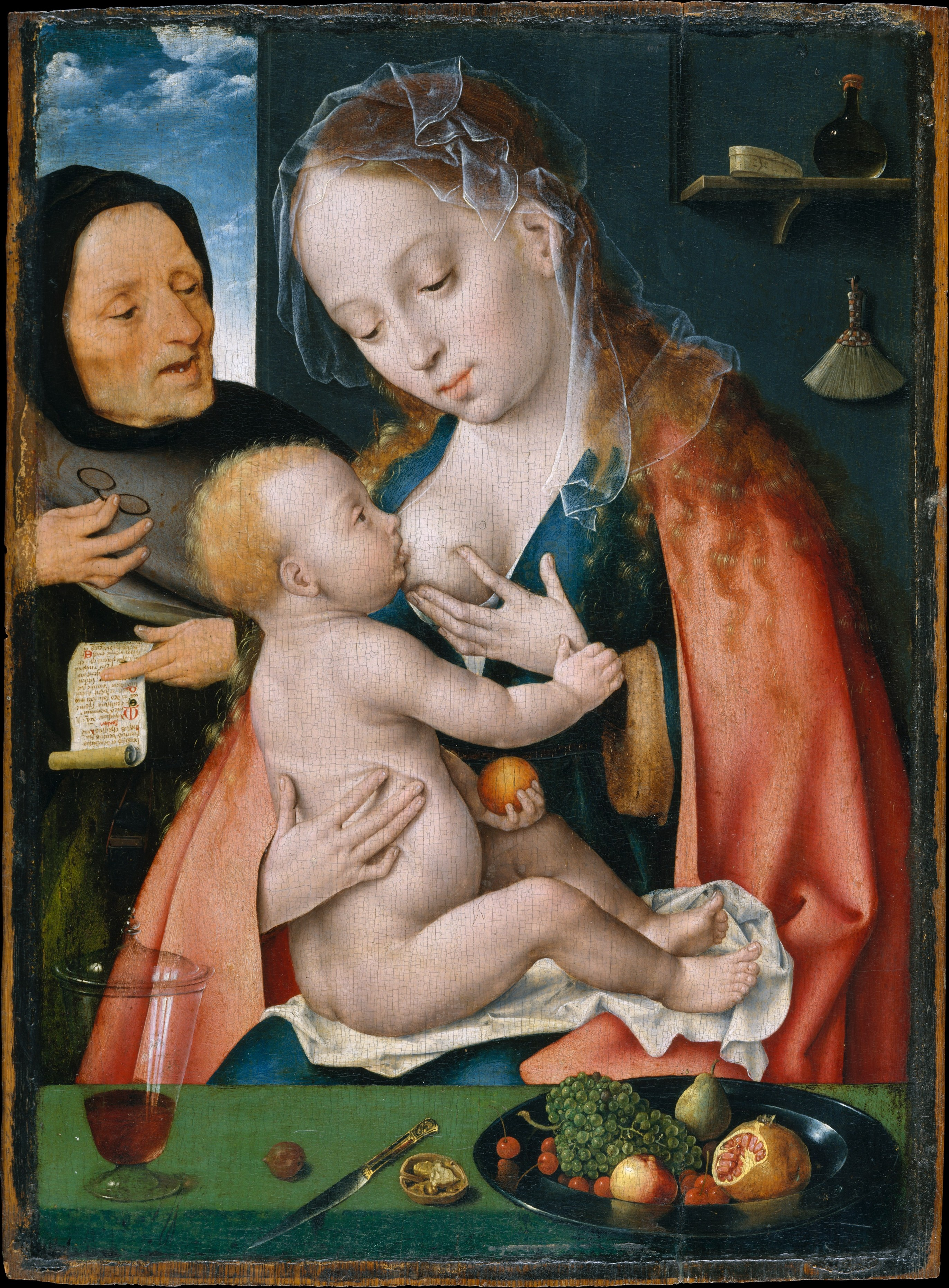
Joos van Cleve, Sainte Famille, vers 1512.
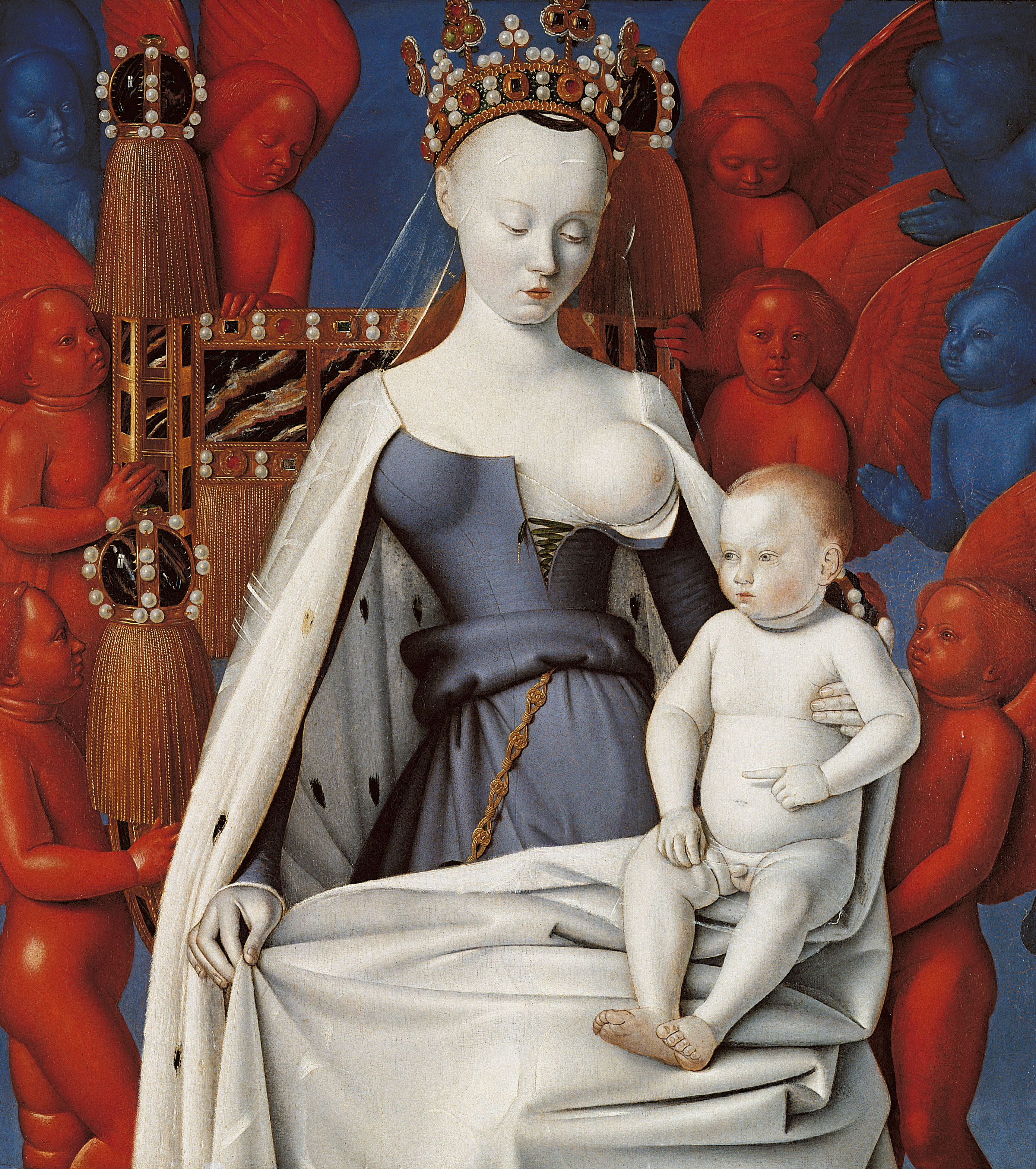
Jean Fouquet, Vierge entourée de séraphins et de chérubins, Diptyque de Melun (1452-1453), Musée royal des beaux-arts (Anvers), figurant Agnès Sorel[4].
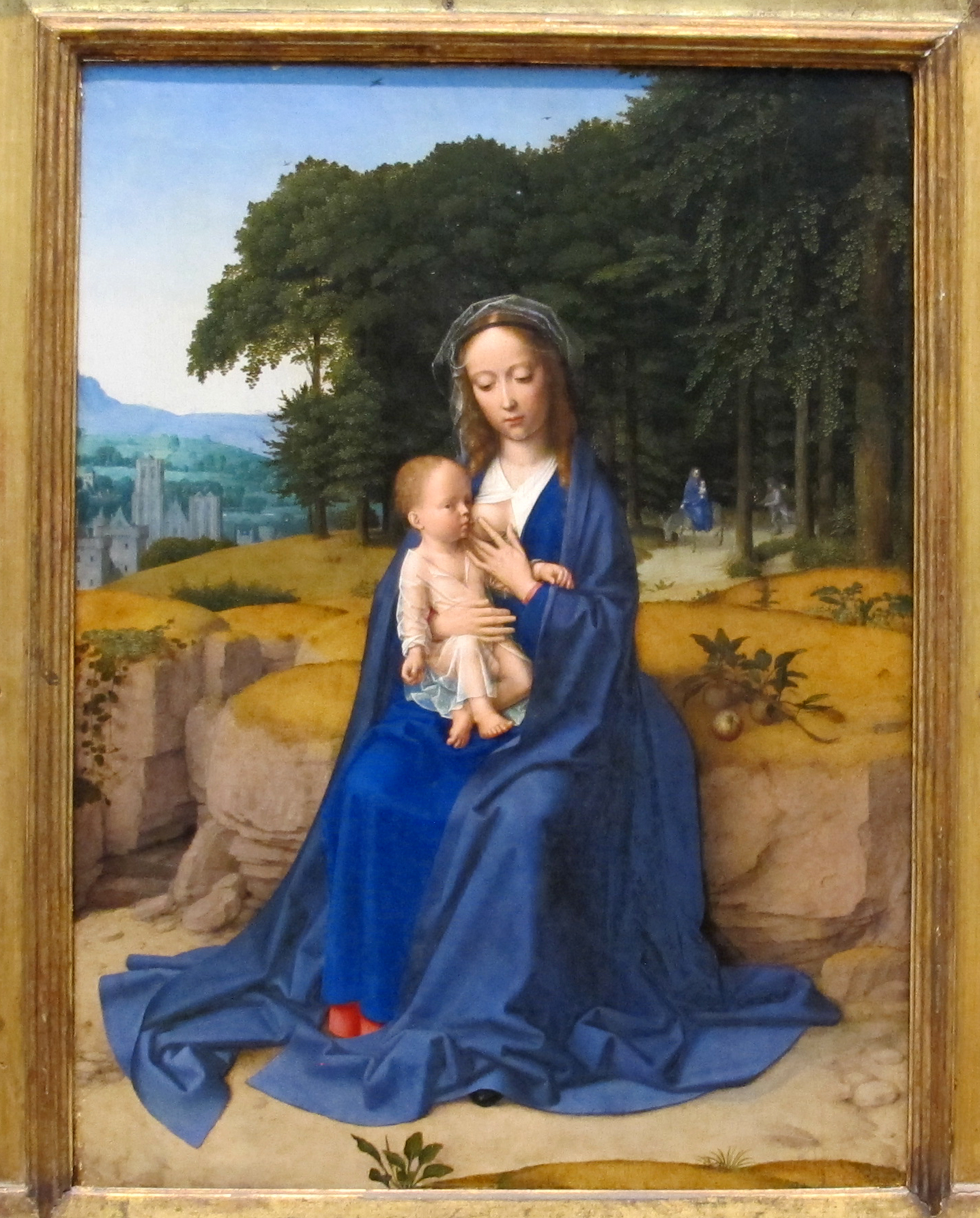
Gérard David, Repos durant la fuite en Égypte, vers 1512.
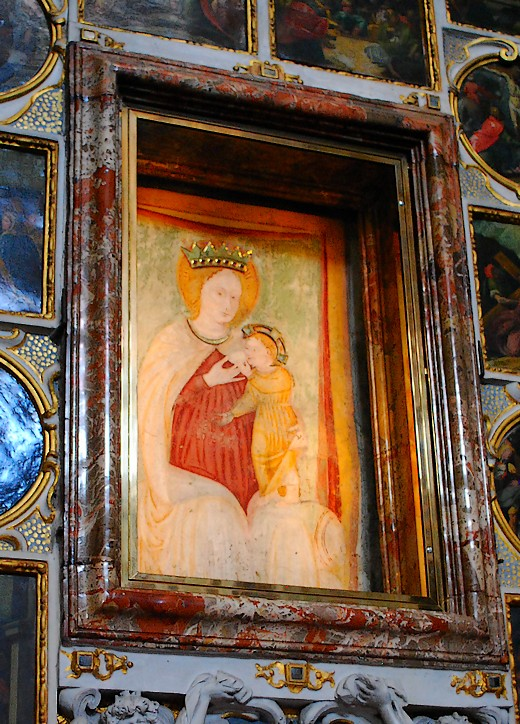
Vierge nourrissant Jésus : fragment de fresque (XVIe siècle): sanctuaire S. Maria dei Miracoli, Morbio Inferiore Santuario di Santa Maria dei Miracoli (Morbio Inferiore) (Suisse).
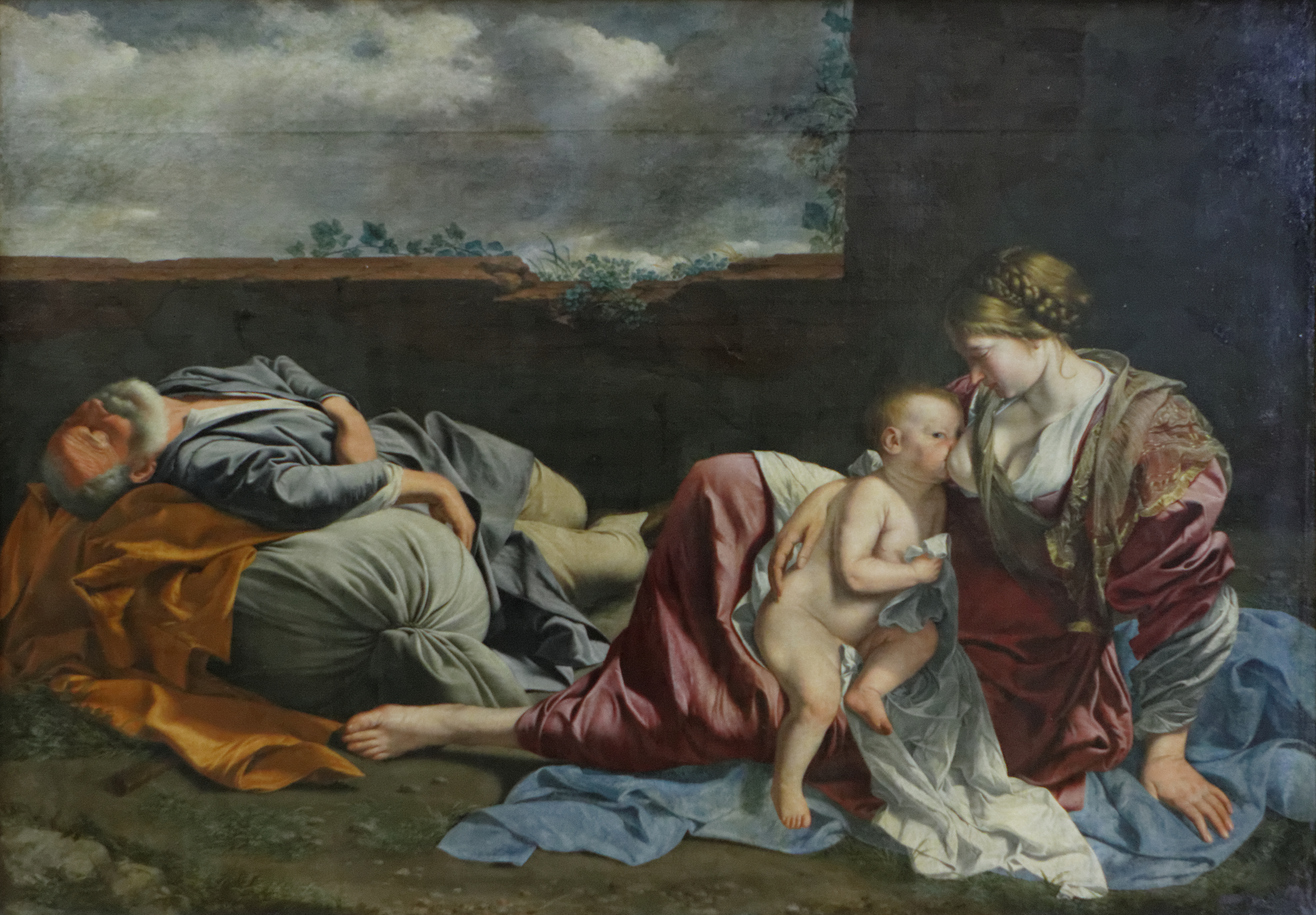
Orazio Gentileschi, Repos de la sainte Famille durant la fuite en Égypte, vers 1628.

Le thème de la Virgo lactans dans la sculpture
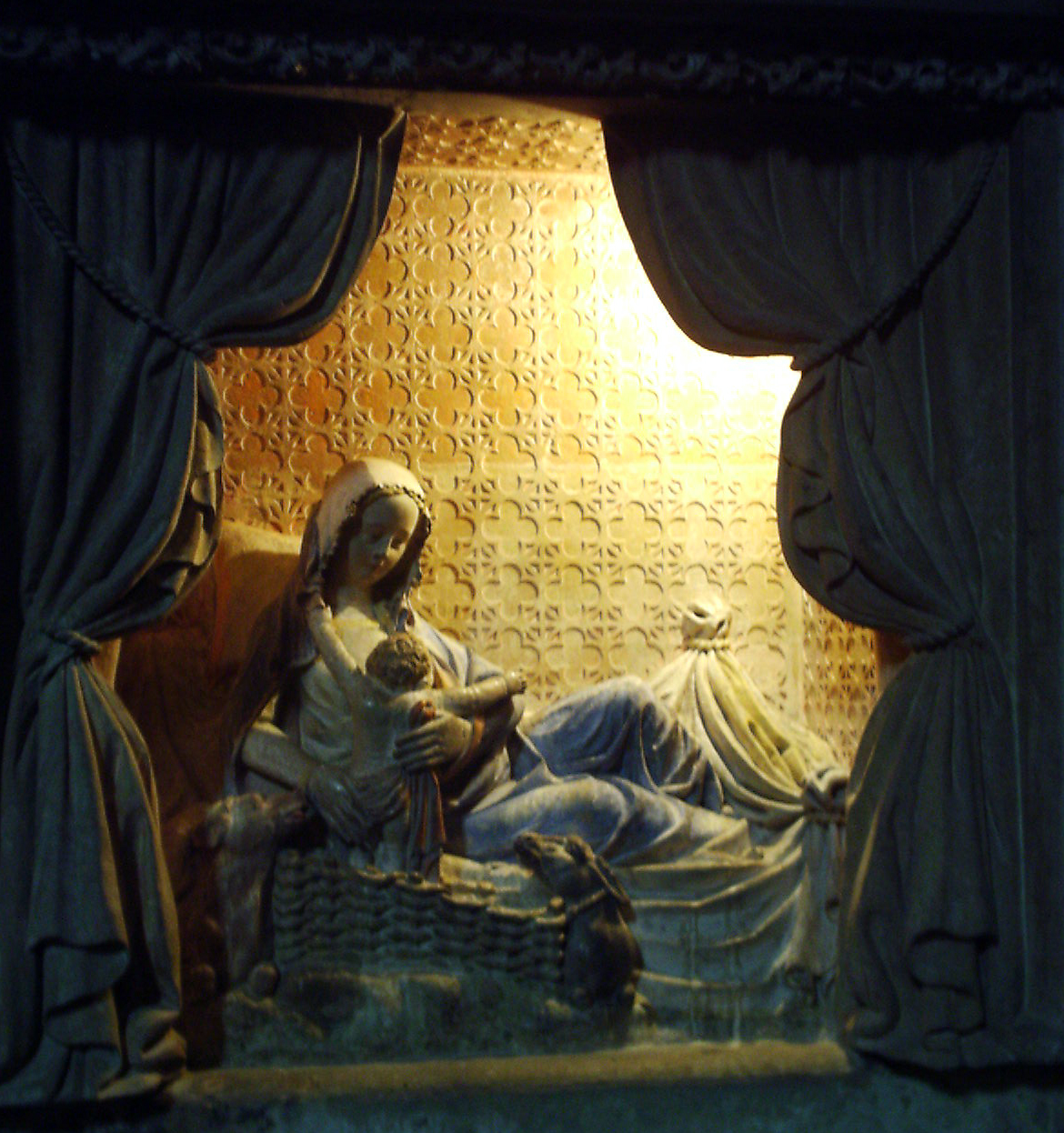
Vierge allaitante, Saint-Martin, Metz.
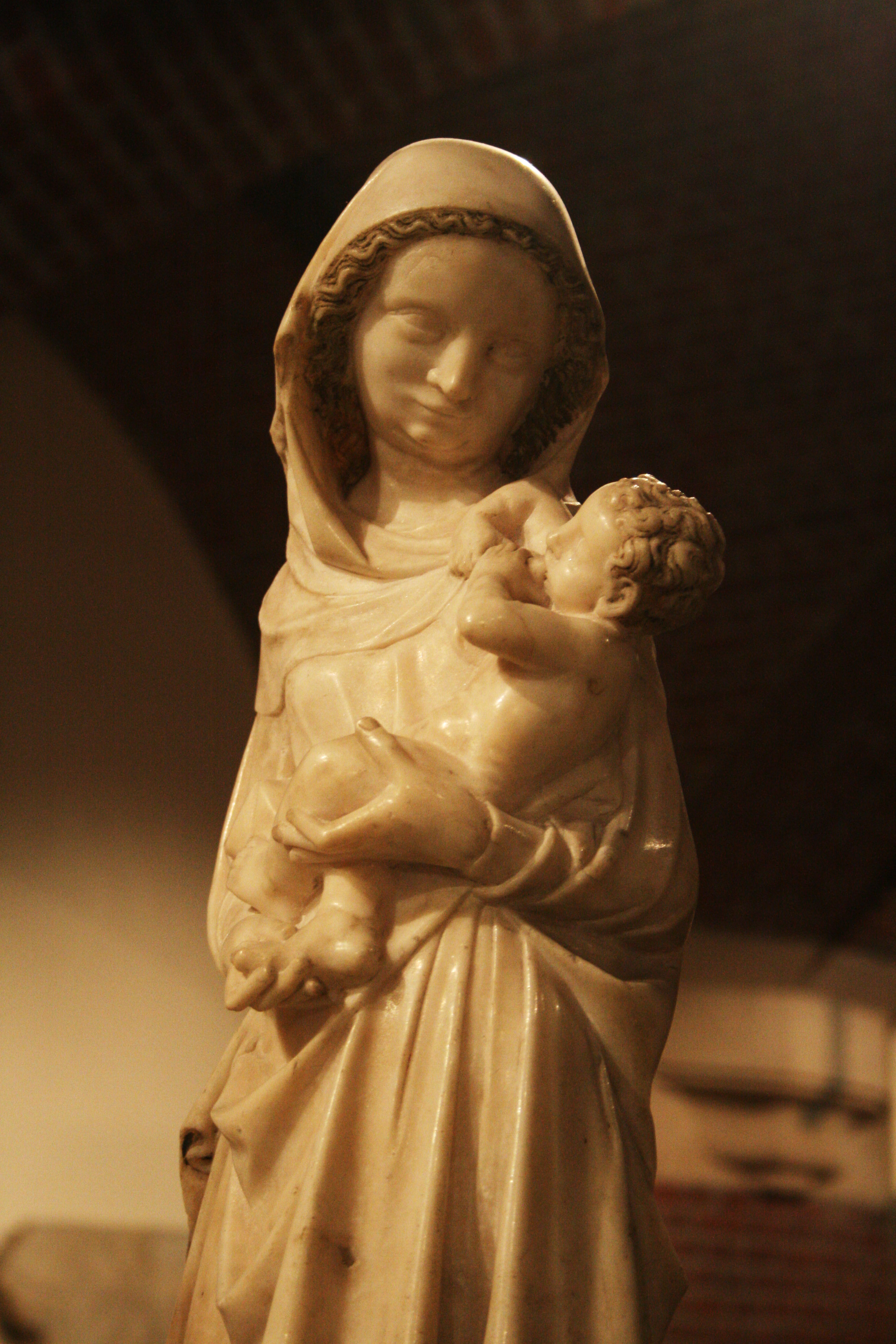
Palais des Beaux-Arts à Lille.
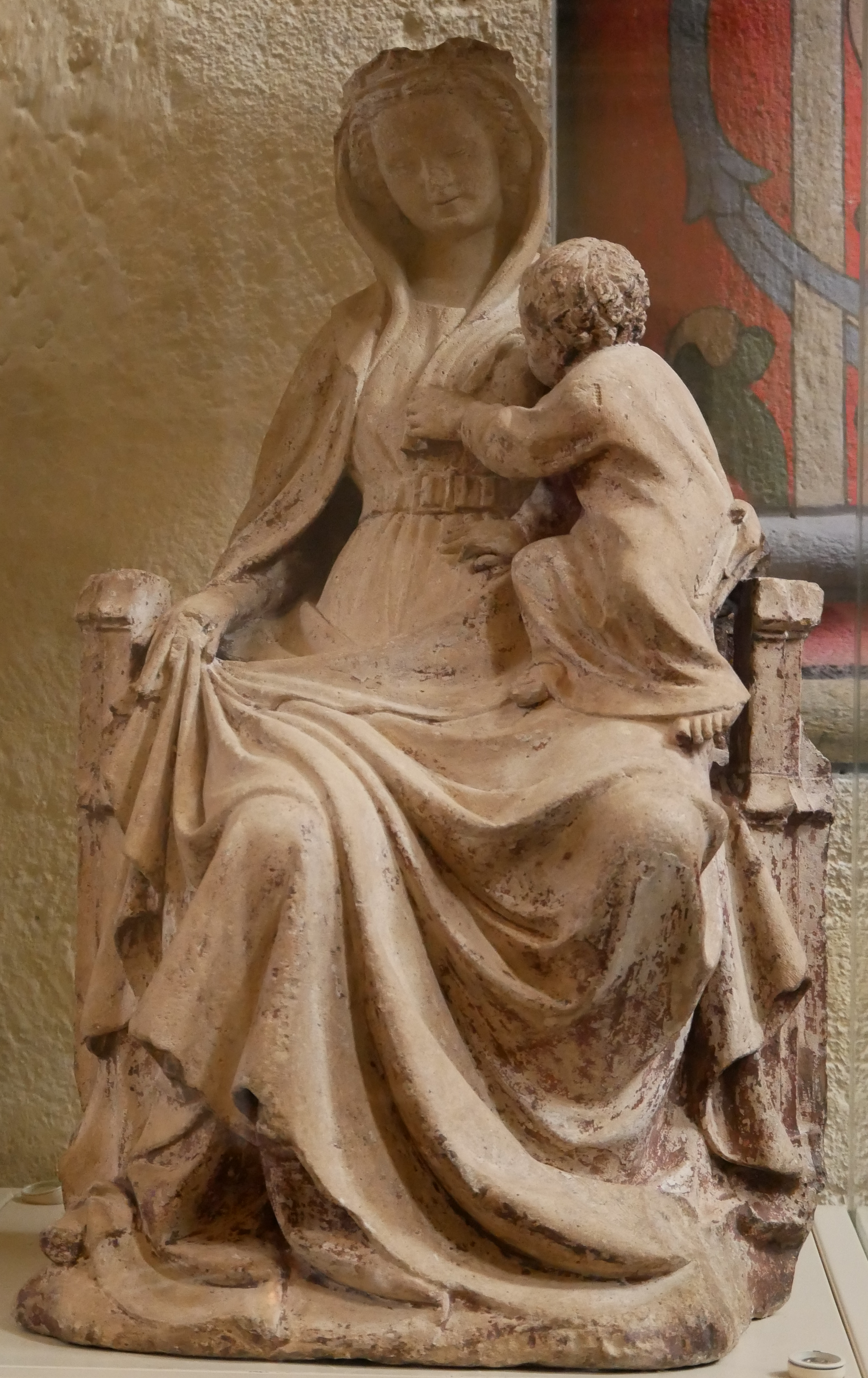
Vierge allaitant de Notre-Dame-du-Port à Clermont-Ferrand.